# Carl Gustav Boerner

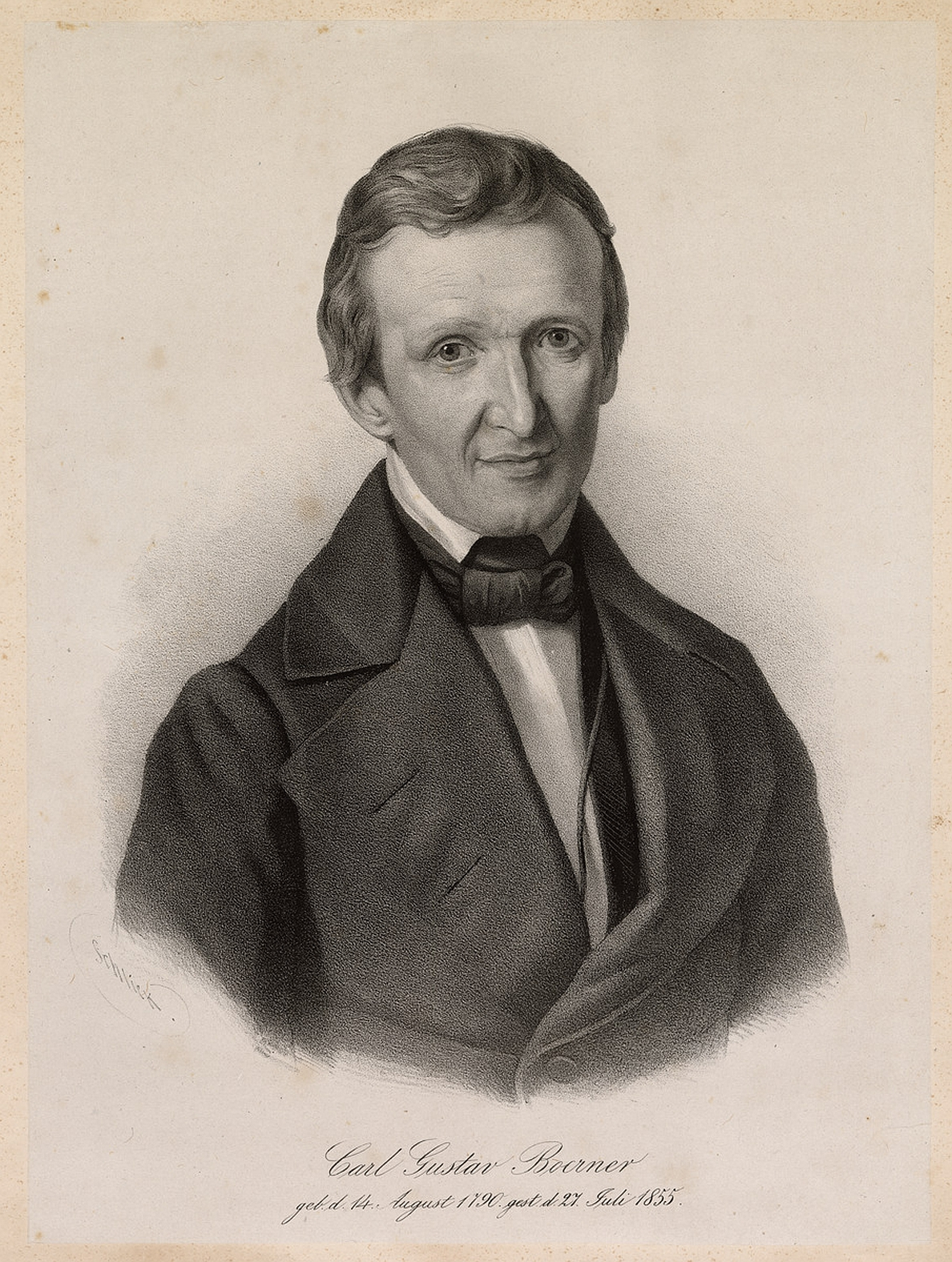
Carl Gustav Boerner, um 1850

Carl Gustav Boerner (* 14. August 1790 in Knau; † 27. Juli 1855 in Leipzig) war ein deutscher Maler und Kunsthändler.

## Leben
Carl Gustav Boerner war der Sohn des lutherischen Pfarrers Johann Friedrich Börner (1758–1817), sein älterer Bruder war der Pfarrer Wilhelm Börner (1788–1855). Er besuchte das Gymnasium in Schleiz und die Fürstenschule in Grimma, ab 1810 studierte er zwei Semester an der Universität Leipzig. Seit 1811 studierte er an der Kunstakademie in Dresden bei Christian Leberecht Vogel und Karl Friedrich Demiani, 1816/17 war er Porträtist am Reußschen Hof in Greiz, danach setzte er sein Studium in Wien bei Heinrich Friedrich Füger, später wieder in Dresden bei Friedrich Matthäi und zuletzt 1820 an der Münchener Akademie bei Robert von Langer fort. 1823/24 bereiste er Italien und Rom auf, wo er Freundschaft mit Ludwig Richter schloss. Er kehrte aus Krankheitsgründen nach München zurück und ging 1825 nach Leipzig zu seinem Schwager, dem Maler und Kunstschriftsteller Gottlieb Wilhelm Geyser (1789–1865). 
Durch Krankheit an künstlerischer Tätigkeit gehindert, gründete er am 8. November 1826 auf Anregung und mit Unterstützung seines Freundes, des Kaufmanns und Sammlers Heinrich Wilhelm Campe (1771–1862) ein Kunstantiquariat, das auf Handzeichnungen und Graphik spezialisiert war (später C. G. Boerner). 1827 versandte er seine erste Lagerliste, zu den Kunden gehörte auch Goethe. Er handelte mit damals „zeitgenössischer“ Kunst, Werken der Romantiker und Nazarener, aber auch mit älteren Werken.